# Rohr im Kremstal
Rohr im Kremstal ist eine Gemeinde mit 1494 Einwohnern (Stand 1. Jänner 2025) in Oberösterreich im Bezirk Steyr-Land im Traunviertel. Der Ort gilt seit langer Zeit als Bahnknotenpunkt.

## Geografie
Rohr im Kremstal liegt auf 346 m Höhe im Traunviertel in der Mitte des fruchtbaren Kremstales, dort wo der Sulzbach in die Krems mündet. Es ist die westlichste Gemeinde des Bezirkes Steyr-Land und grenzt an die Bezirke Kirchdorf und Linz-Land. Die Ausdehnung beträgt von Nord nach Süd 6,6 km, von West nach Ost 4,9 km. Die Gesamtfläche beträgt 13,6 km². 5,9 % der Fläche sind bewaldet, 83,1 % der Fläche sind landwirtschaftlich genutzt.

### Gemeindegliederung
Das Gemeindegebiet umfasst folgende sieben Ortschaften (in Klammern Einwohnerzahl Stand 1. Jänner 2025):
- Brandstatt (23)
- Fierling (29)
- Furtberg (4)
- Haselberg (52)
- Krottendorf (34)
- Oberrohr (92)
- Rohr im Kremstal (1260)

Die Gemeinde besteht aus den Katastralgemeinden Fierling und Rohr.
Die Gemeinde gehört zum Gerichtsbezirk Steyr.

### Nachbargemeinden
|              | Kematen an der Krems, Piberbach             | Schiedlberg |
| Kremsmünster | Kompassrose, die auf Nachbargemeinden zeigt | Sierning    |
|              | Bad Hall                                    |             |

## Geschichte

### Ortsgeschichte
Ursprünglich im Ostteil des Herzogtums Bayern liegend, gehörte der Ort seit dem 12. Jahrhundert zum Herzogtum Österreich. Gegen Ende des 11. Jahrhunderts erbauten die aus Bayern stammenden Herren von Rohr auf dem heutigen Kirchenhügel eine Burg, die jedoch schon im 16. Jahrhundert immer mehr verfiel. Die Herren von Rohr waren bereits um 1300 in die Mark Brandenburg ausgewandert.
→ Burg Rohr (Kremstal)
Seit 1490 wird der Ort dem Fürstentum Österreich ob der Enns zugerechnet.
Während der Napoleonischen Kriege war er mehrfach besetzt.
Seit 1918 gehört der Ort zum Bundesland Oberösterreich. Nach dem Anschluss Österreichs an das Deutsche Reich am 13. März 1938 gehörte der Ort zum Gau Oberdonau. Nach 1945 erfolgte die Wiederherstellung Oberösterreichs.
Die Pfarre Rohr im Kremstal ist eine josefinische Gründung aus dem Jahre 1785.

### Einwohnerentwicklung
1991 hatte die Gemeinde laut Volkszählung 1.022 Einwohner. Da sowohl Geburtenbilanz als auch Wanderungsbilanz positiv waren, stieg die Bevölkerungszahl auf 1.128 im Jahr 2001, auf 1.205 im Jahr 2011 und weiter auf 1.445 im Jahr 2021.

## Kultur und Sehenswürdigkeiten

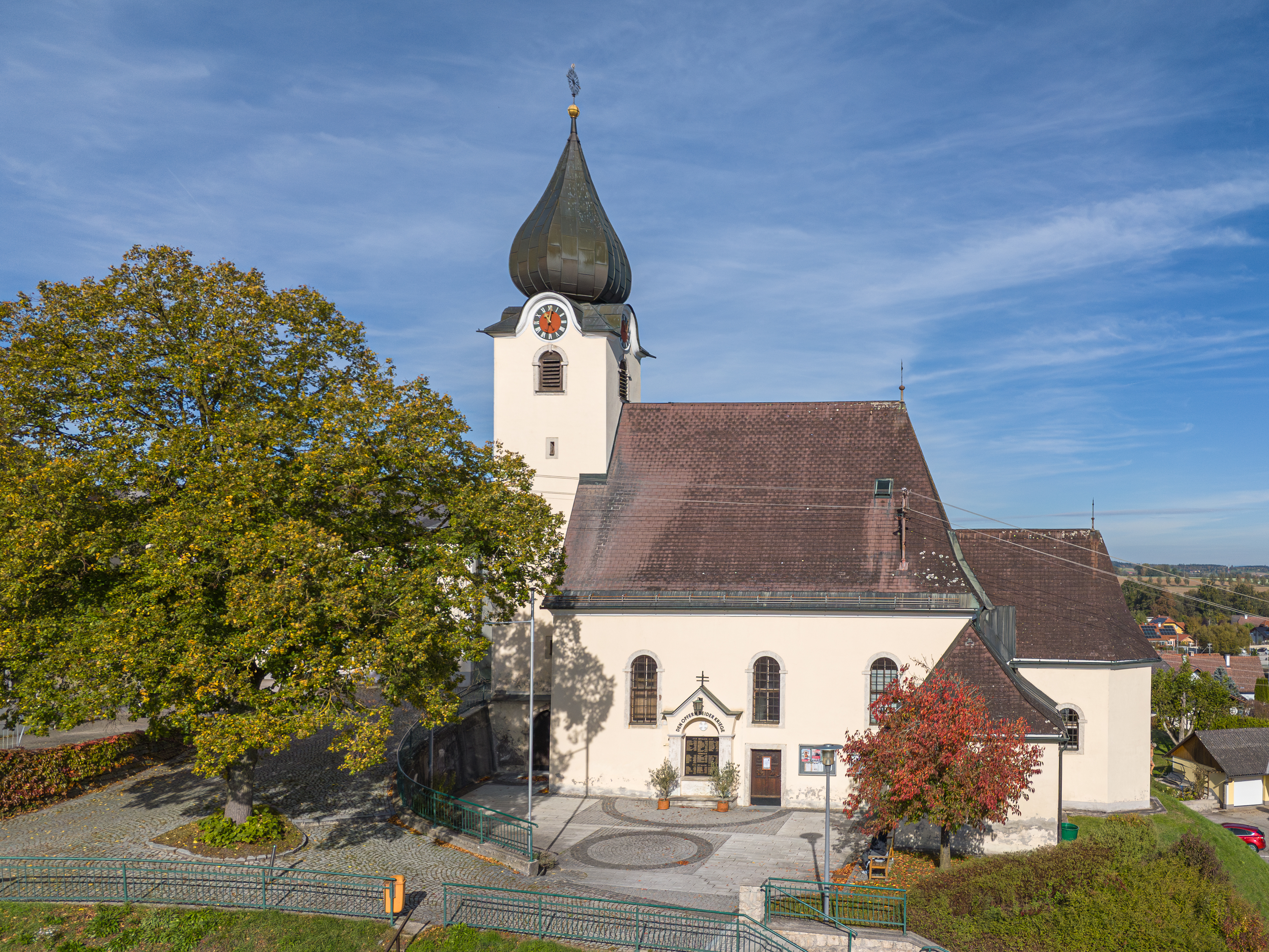
Pfarrkirche Rohr im Kremstal

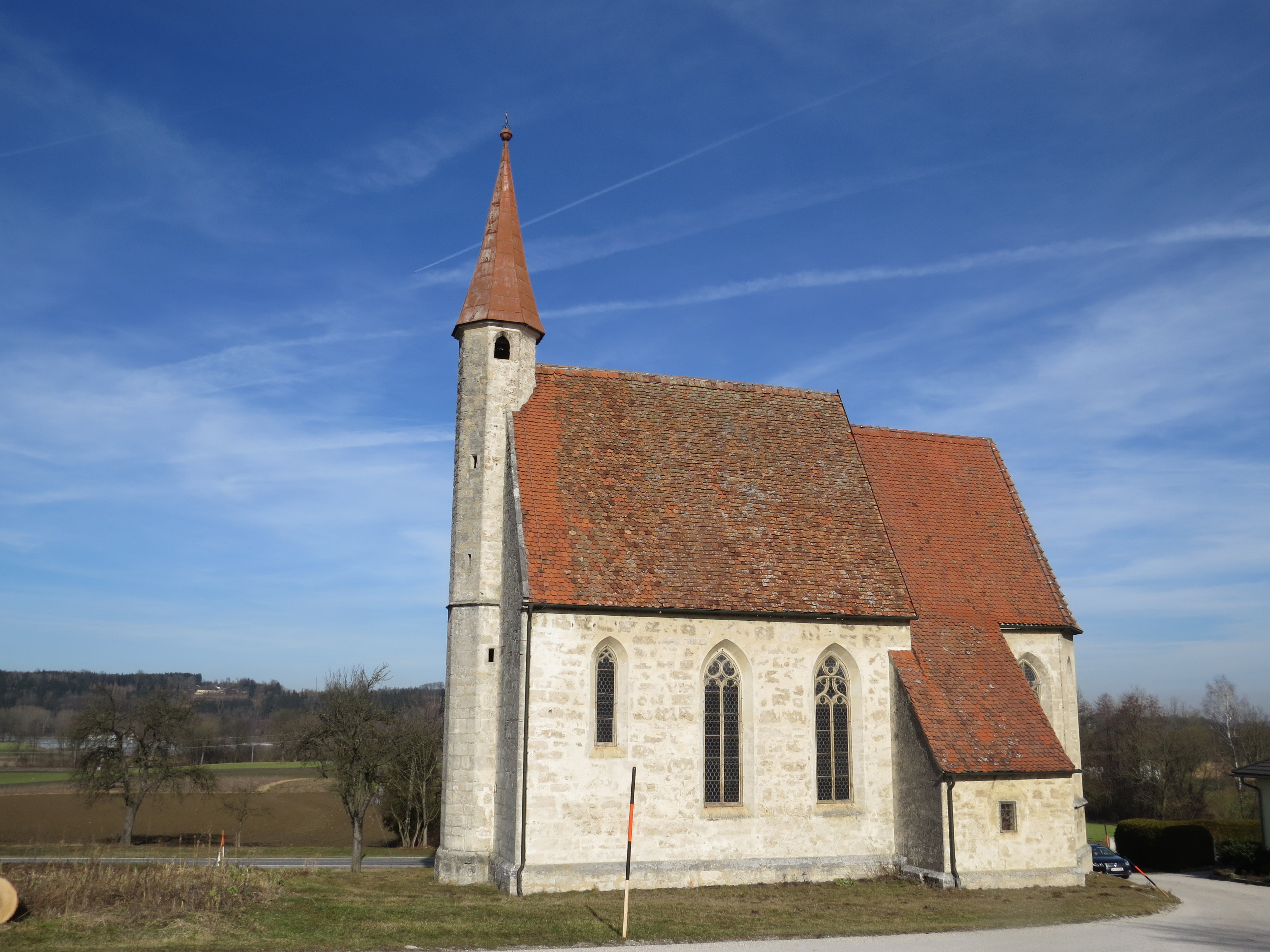
Filialkirche Oberrohr

- Katholische Pfarrkirche Rohr im Kremstal Mariä Himmelfahrt: Die Pfarrkirche von Rohr im Kremstal ist am ehemaligen Burghügel gelegen. Bereits um 1330 werden „Ober- und Niederrohr“ als Nebenkirchen der alten Mutterpfarre Kirchberg angeführt. Die ursprünglich romanische Schlosskapelle in Unterrohr ließ Abt Plazidus Buchauer 1660 abtragen und die heute noch bestehende Pfarrkirche erbauen. Der Glockenturm stammt aus dem Jahre 1674. Unter Josef II. wurde Rohr eine selbständige Pfarre. Der Pfarrhof wurde 1785 aus den Steinen des Schlosses Hehenberg erbaut und beherbergte bis 1950 auch die Volksschule. Das Hochaltarbild, aus der Hand des Kremser Schmidt hervorgegangen, zeigt Maria mit dem Kind. Die Pfarre ist also Maria geweiht und feiert am 15. August zu Maria Himmelfahrt mit einer Kräutersegnung ihr Patrozinium. Das wertvollste Stück ist die Monstranz, eine leichte und hübsche Arbeit des 17. Jahrhunderts. Am Seitenaltar befindet sich eine prachtvolle Himmelskönigin, ein Werk barocker Schnitzkunst.
- Filialkirche Oberrohr: erbaut 1476, zugehörig zur Pfarre Rohr. Die Filialkirche wurde zur VII. Säkularfeier des Stiftes Kremsmünster von Abt Ulrich Schoppenzaun im Jahre 1476 erbaut und gehört zu den schönsten und besterhaltenen gotischen Kirchen des Landes ob der Enns. Die drei Altäre und die Kanzel – im alten Knorpelstil gehalten – stammen vom Kremsmünsterer Tischlermeister Sebastian Grundler. Das wertvollste in der Kirche Oberrohr ist eine romanische Statue des Hl. Petrus – freilich nur eine Kopie, das Original steht aus Sicherheitsgründen im Stift Kremsmünster.

## Wirtschaft und Infrastruktur
Rohr im Kremstal ist eine Mischung aus Wohnsiedlung, Gewerbe und Landwirtschaft.
- Landwirtschaftliche Betriebe
- Kaminerzeugung
- Werkzeugbau
- Kleingewerbe

### Bildung
- Kindergarten
- Volksschule

### Verkehr

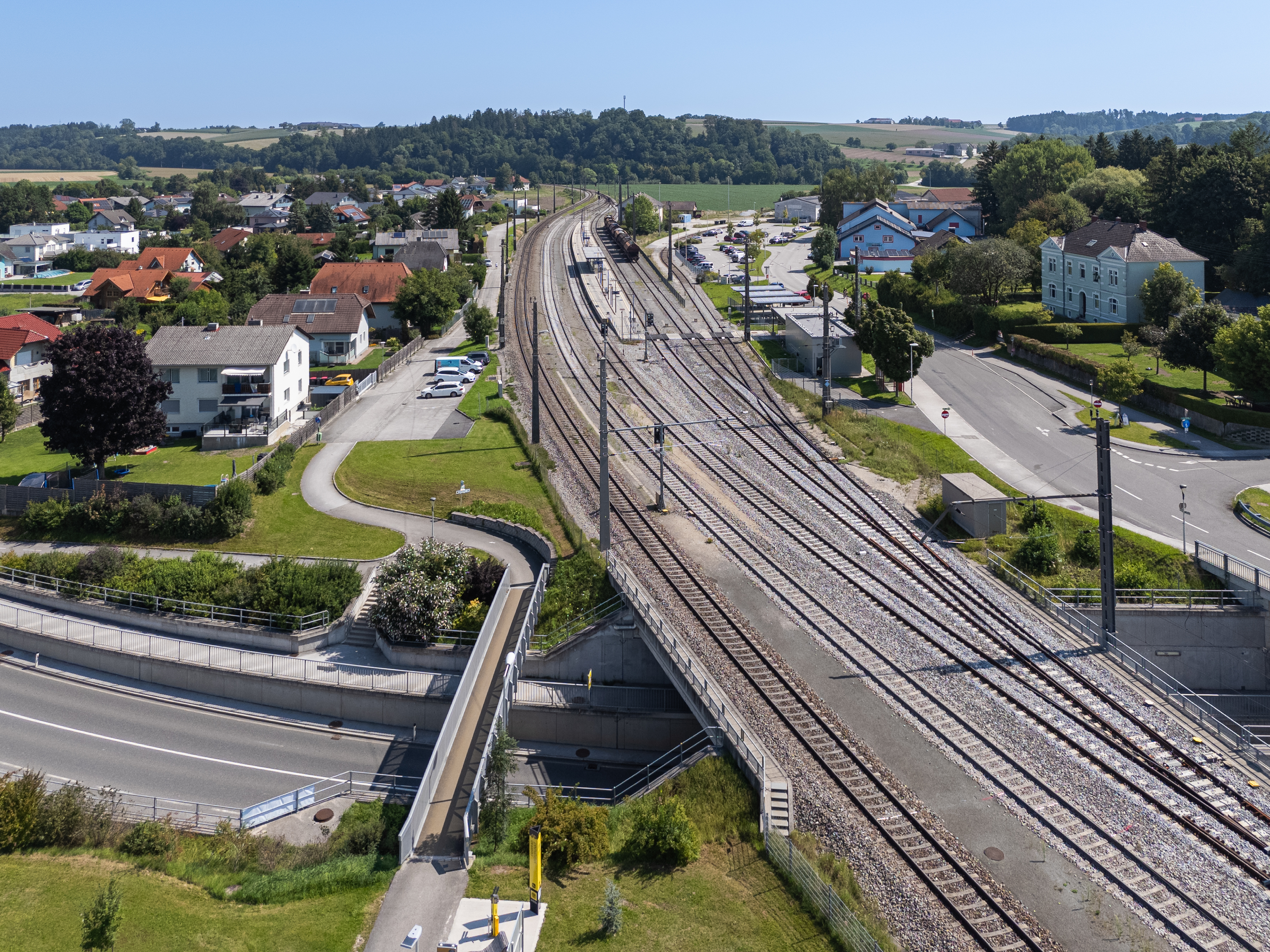
Bahnhof Rohr-Bad Hall, 2025

Rohr war einst ein wichtiger Eisenbahnknotenpunkt – es trafen sich die Linien Linz – Klaus – Selzthal, Bad Hall – Rohr und Rohr – Wels. Die beiden letztgenannten sind mittlerweile eingestellt und bis auf das Teilstück Sattledt – Wels (heute Teil der Linie Grünau im Almtal – Wels) abgetragen. Die Verbindung Rohr – Wels wurde im März 1965 eingestellt, und im Winter 1966/67 die eisenbahntechnischen Einrichtungen abgetragen. Die Personenbeförderung auf der Strecke Rohr – Bad Hall wurde im Dezember 1989 eingestellt. Im Sommer 2007 wurden die Bahngeleise entfernt.
Bis 2001 war der Bahnhof Rohr Schnellzughalt, in den 1970er Jahren hielt der D 498/499 (Hamburg – Zagreb) auf der gesamten Strecke Linz – Selzthal nur in Rohr.
Der umgebaute, u. a. mit einem Mittelbahnsteig ausgestattete Bahnhof (nunmehr mit dem Namen Rohr-Bad Hall), erfüllt weiterhin wichtige Funktionen als Betriebsausweiche auf dem eingleisigen Streckenabschnitt, sowie als Pendlerbahnhof und als Schnittstelle mit dem regionalen Busverkehr, u. a. mit der Linie 450 über die Kurstadt Bad Hall nach Steyr. Nach wie vor zählt Rohr-Bad Hall zu den wichtigsten Bahnhöfen der Pyhrnbahn und ist seit Dezember 2013 auch wieder regulärer Haltebahnhof der Intercity-Linie Linz – Selzthal – Graz.

### Vereine
- Goldhaubengruppe
- Jagdgesellschaft
- Jagdhornbläsergruppe
- Landjugend Rohr im Kremstal
- Musikverein Rohr im Kremstal
- Sportunion Rohr im Kremstal

### Sport
- Radfahren
- Wandern
- Fußball
- Tennis
- Stockschützen
- Turnen

## Politik
Der Gemeinderat hat 19 Mitglieder.

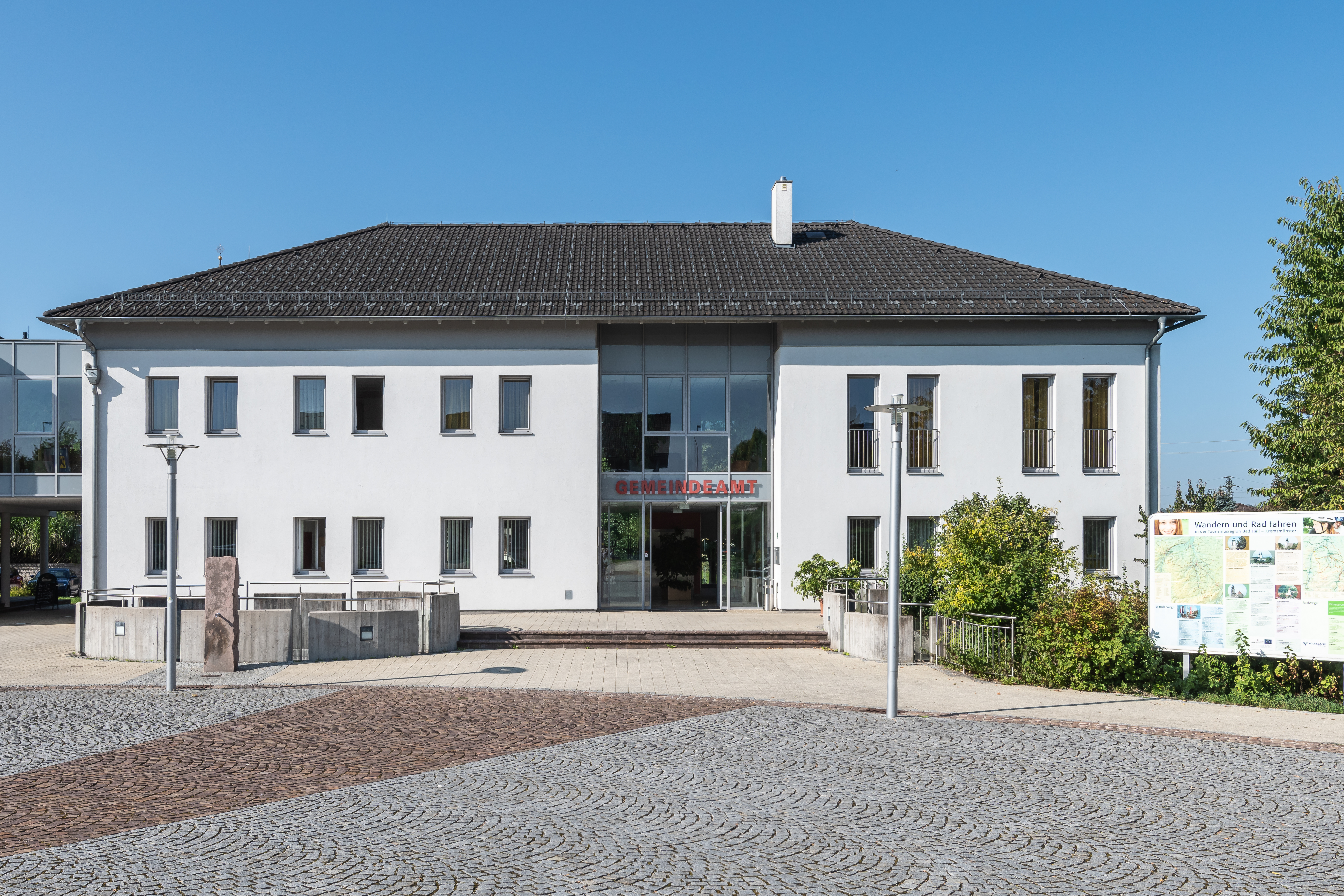
Gemeindeamt in Rohr

- Mit den Gemeinderats- und Bürgermeisterwahlen in Oberösterreich 2003 hatte der Gemeinderat folgende Verteilung: 12 ÖVP, 6 SPÖ und 1 GRÜNE.[3]
- Mit den Gemeinderats- und Bürgermeisterwahlen in Oberösterreich 2009 hatte der Gemeinderat folgende Verteilung: 14 ÖVP und 5 SPÖ.[4]
- Mit den Gemeinderats- und Bürgermeisterwahlen in Oberösterreich 2015 hatte der Gemeinderat folgende Verteilung: 15 ÖVP und 4 SPÖ.[5]
- Mit den Gemeinderats- und Bürgermeisterwahlen in Oberösterreich 2021 hat der Gemeinderat folgende Verteilung: 14 ÖVP und 5 SPÖ.[6][7]

### Bürgermeister
Bürgermeister seit 1850 waren:
- 1850–1855 Mathias Lederhilger
- 1855–1861 Joseph Steinmayr
- 1861–1861 Michael Lederhilger
- 1861–1867 Franz Wölflehner
- 1867–1870 Alois Resch
- 1870–1873 Franz Wölflehner
- 1973–1876 Ignaz Bründl
- 1876–1879 Martin Salzwimmer
- 1879–1885 Johann Hieslmair
- 1885–1888 Franz Steinmayr
- 1888–1894 Johann Hieslmair
- 1894–1906 Martin Salzwimmer
- 1906–1909 Franz Englmair
- 1909–1912 Josef Wölflehner
- 1912–1919 Franz Mayrhofer
- 1919–1922 Josef Wölflehner
- 1922–1922 Franz Wallner
- 1922–1933 Rudolf Reumüller
- 1933–1942 Johann Reindl
- 1942–1945 Johann Dicketmüller
- 1945–1955 Florian Radlgruber
- 1955–1979 Johann Hieslmayr
- 1979–1995 Günther Wurm
- 1995–2015 Walter Ölsinger (ÖVP)
- seit 2015 Ulrich Flotzinger (ÖVP)[9]

### Wappen
Blasonierung: Von Rot und Silber mit zweieinhalb Zinnen gespaltener Schild. Die Gemeindefarben sind Grün-Weiß.